# Norique
40 ap. J.-C. – 293 ap. J.-C.
Entités précédentes :
- Celtes Taurisques, et germains Varisques

Entités suivantes :
- Noricum ripense
- Noricum mediterraneum

Le Norique (Noricum en latin) est un royaume celtique qui s'est constitué au IIe siècle av. J.-C. Les Noriques formaient une confédération avec leurs voisins les Taurisques.
Par la suite, le Norique est devenu une province de l'Empire romain. Elle était limitée au nord par le Danube, à l'ouest par la Rhétie, à l'est par la Pannonie et au sud par la Dalmatie. Elle correspond approximativement à la Styrie, la Carinthie, la région de Salzbourg, une grande partie de la Basse-Autriche et de la Haute-Autriche, l’extrême est de la Bavière, une partie de la Slovénie, et une modeste partie de la Croatie.

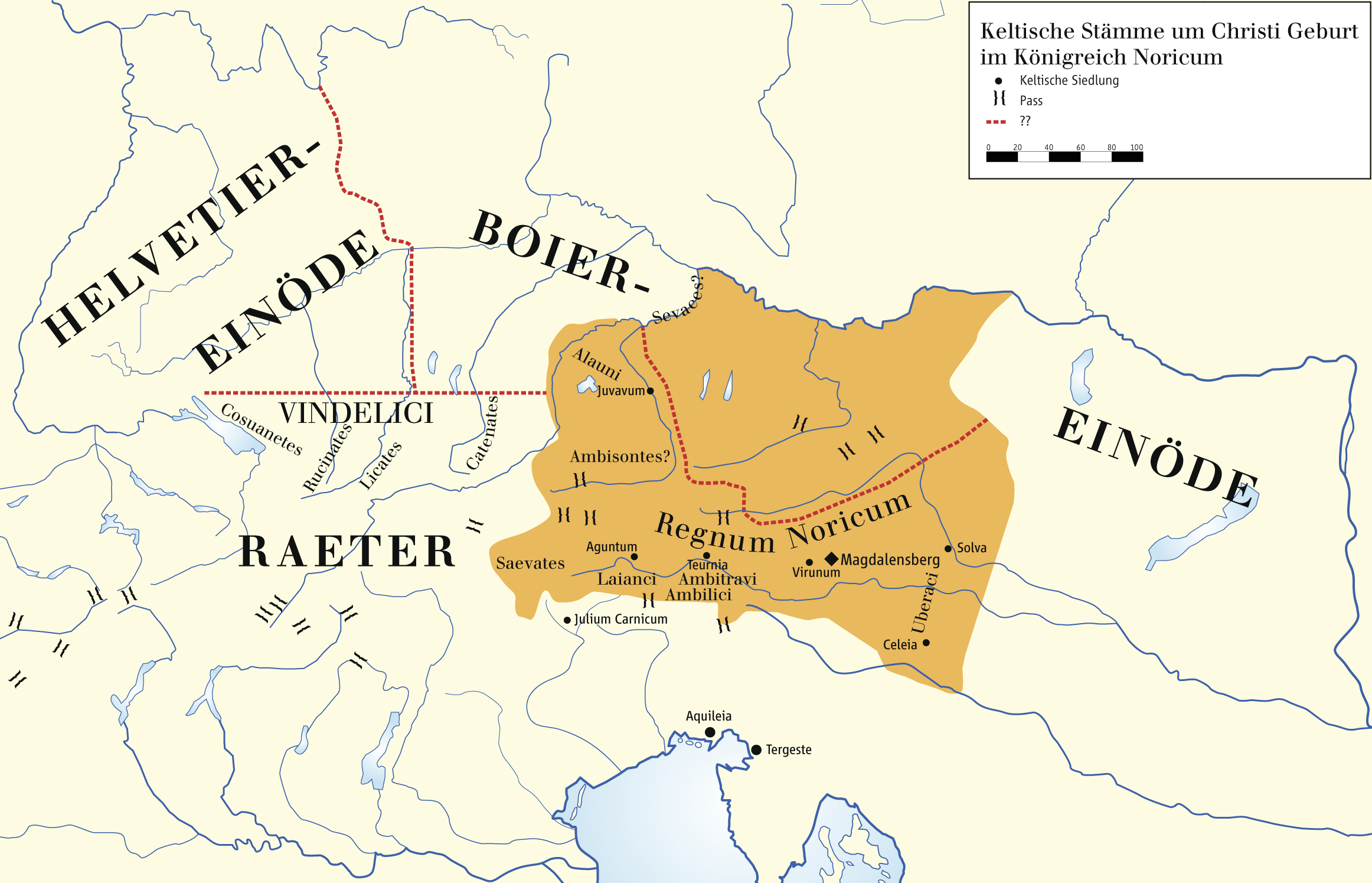
Celtes d'Autriche
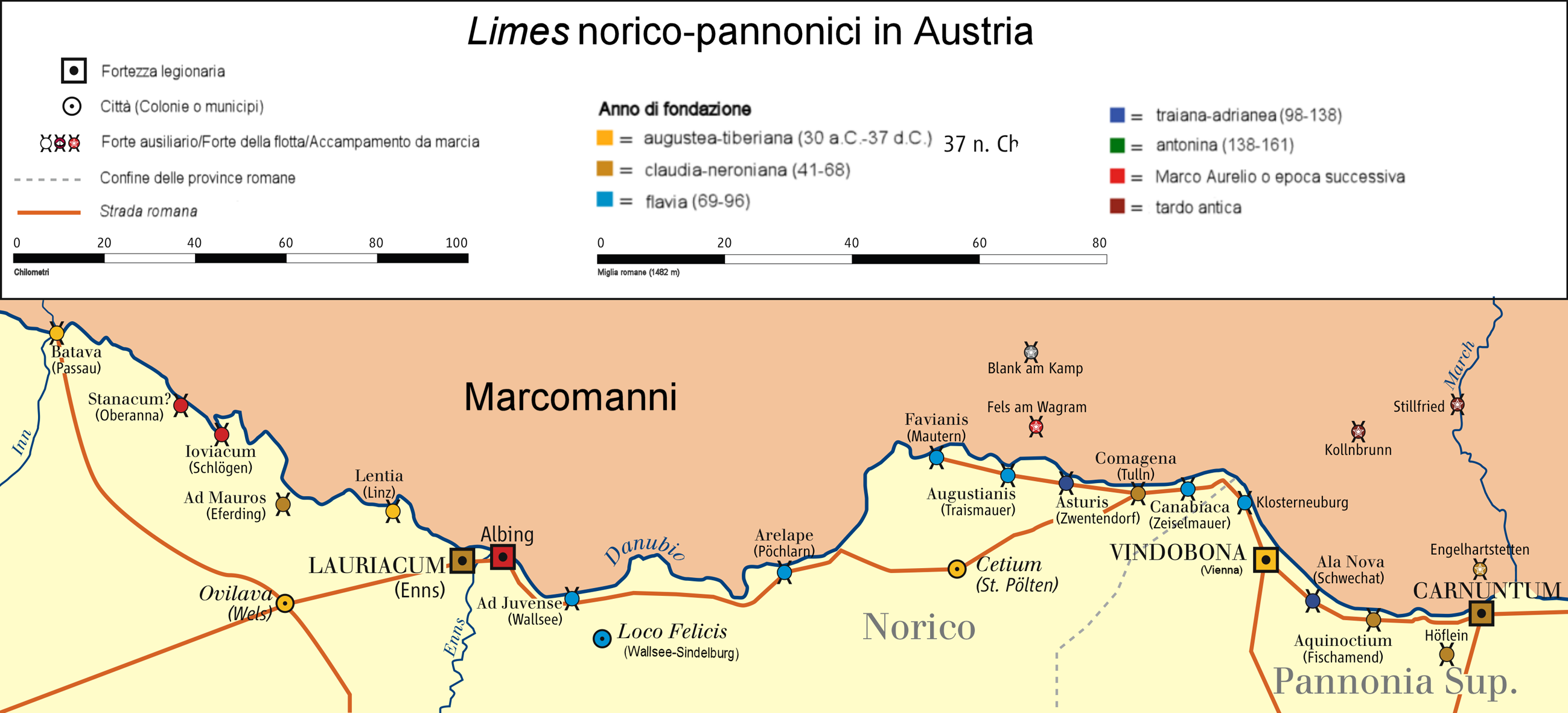
Limes danubien de Norique
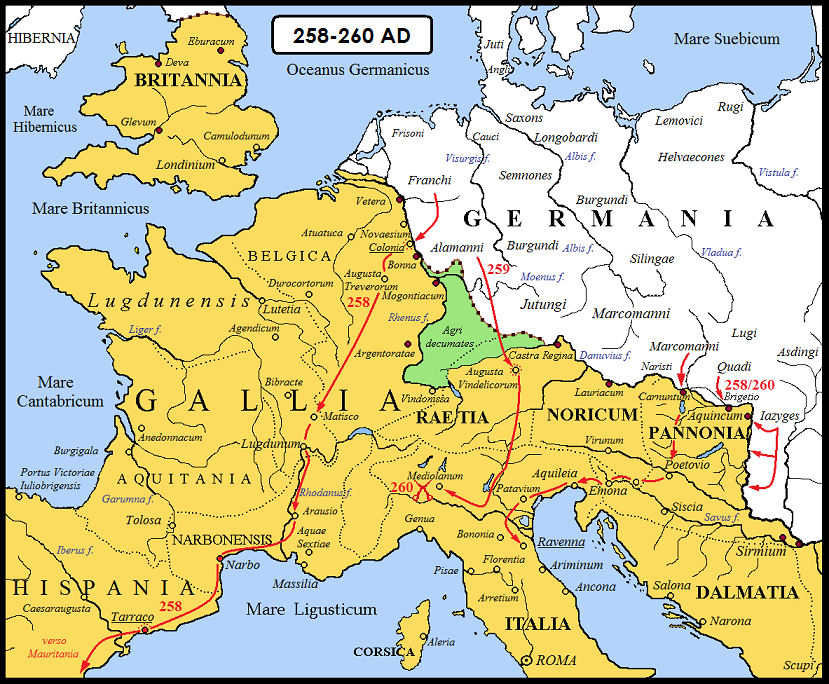
Situation en Pannonie et Norique en 258-260
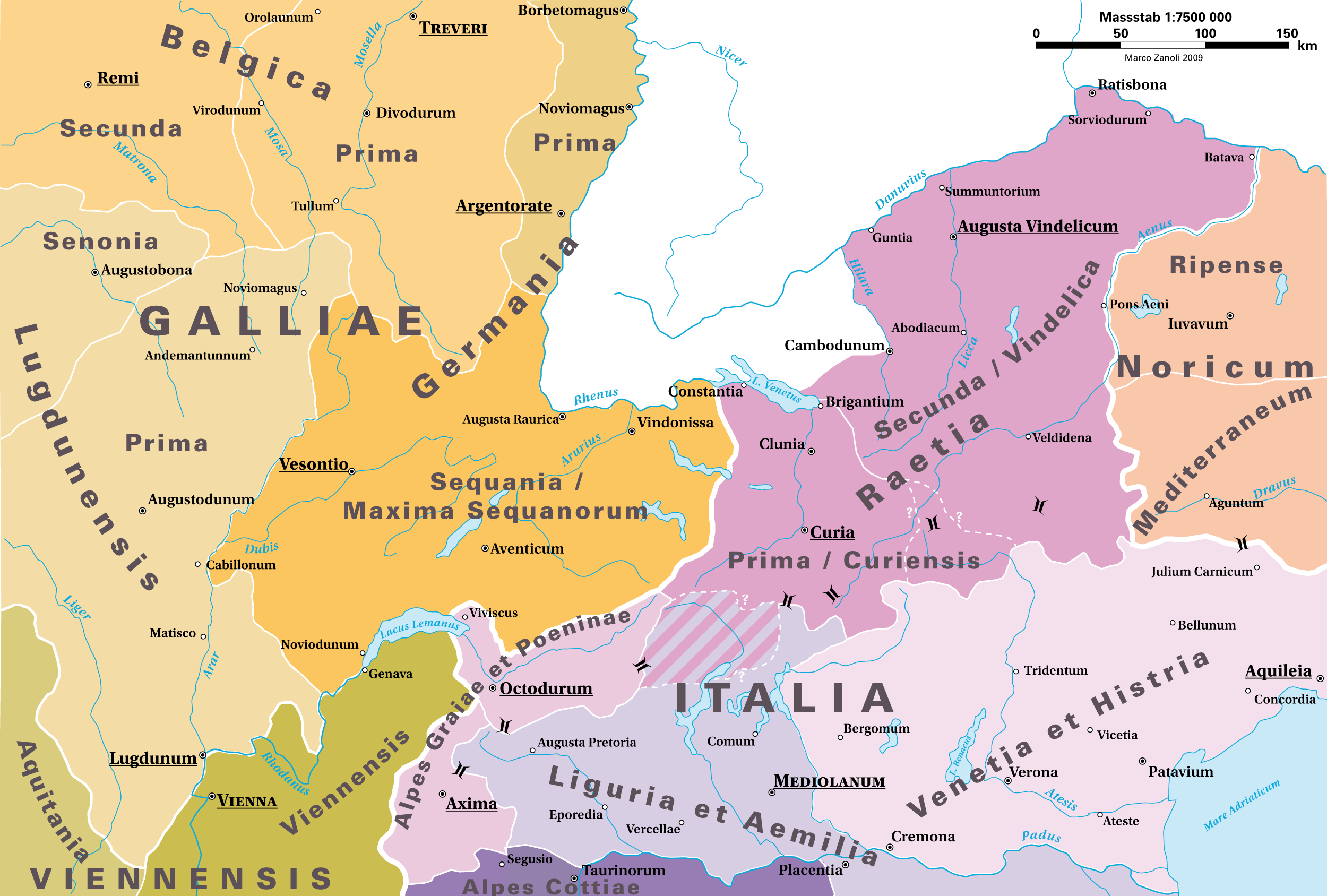
Provinces romaines de la zone alpine vers 395
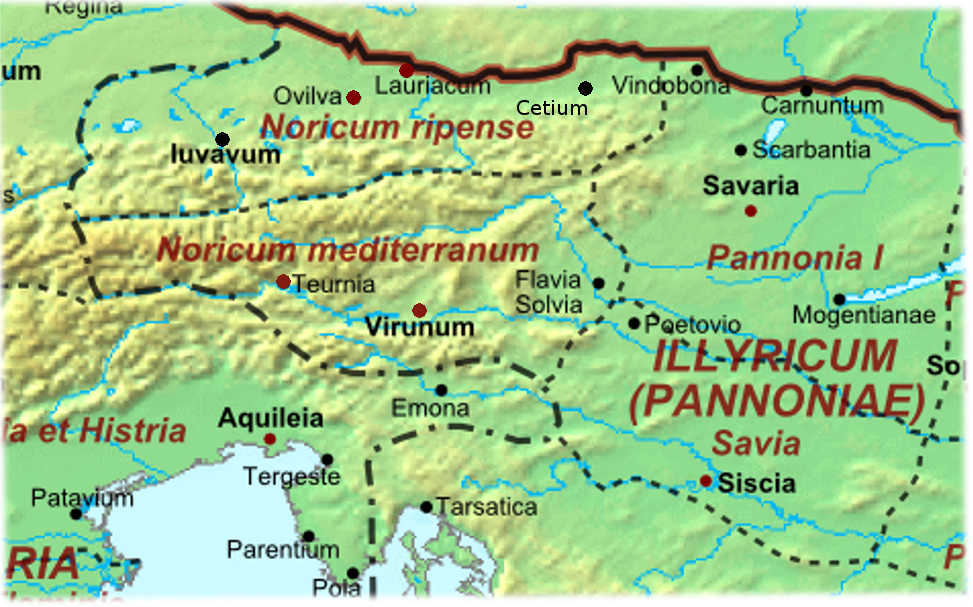
Norique vers 400
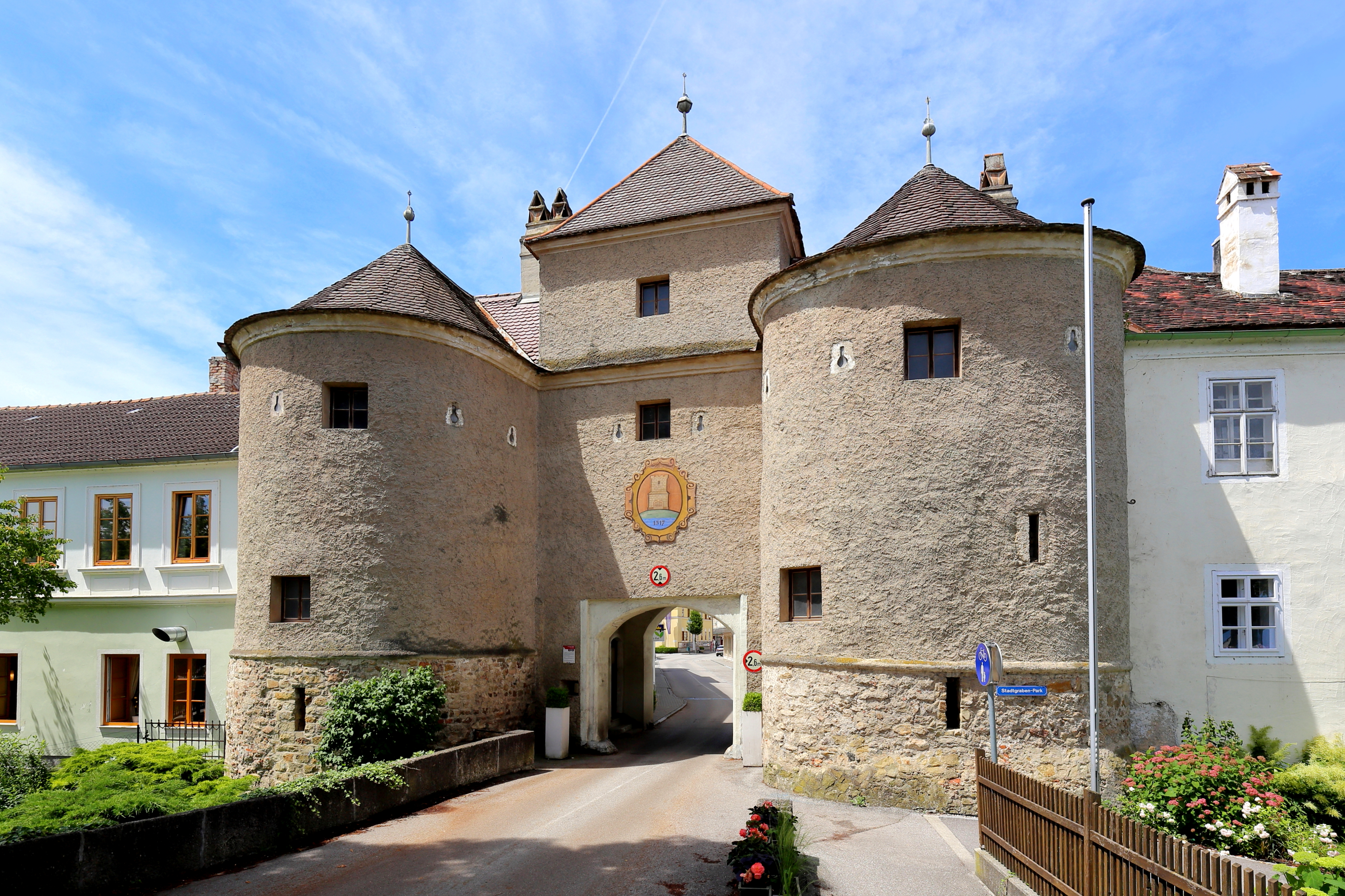
Porte des Romains, Traismauer
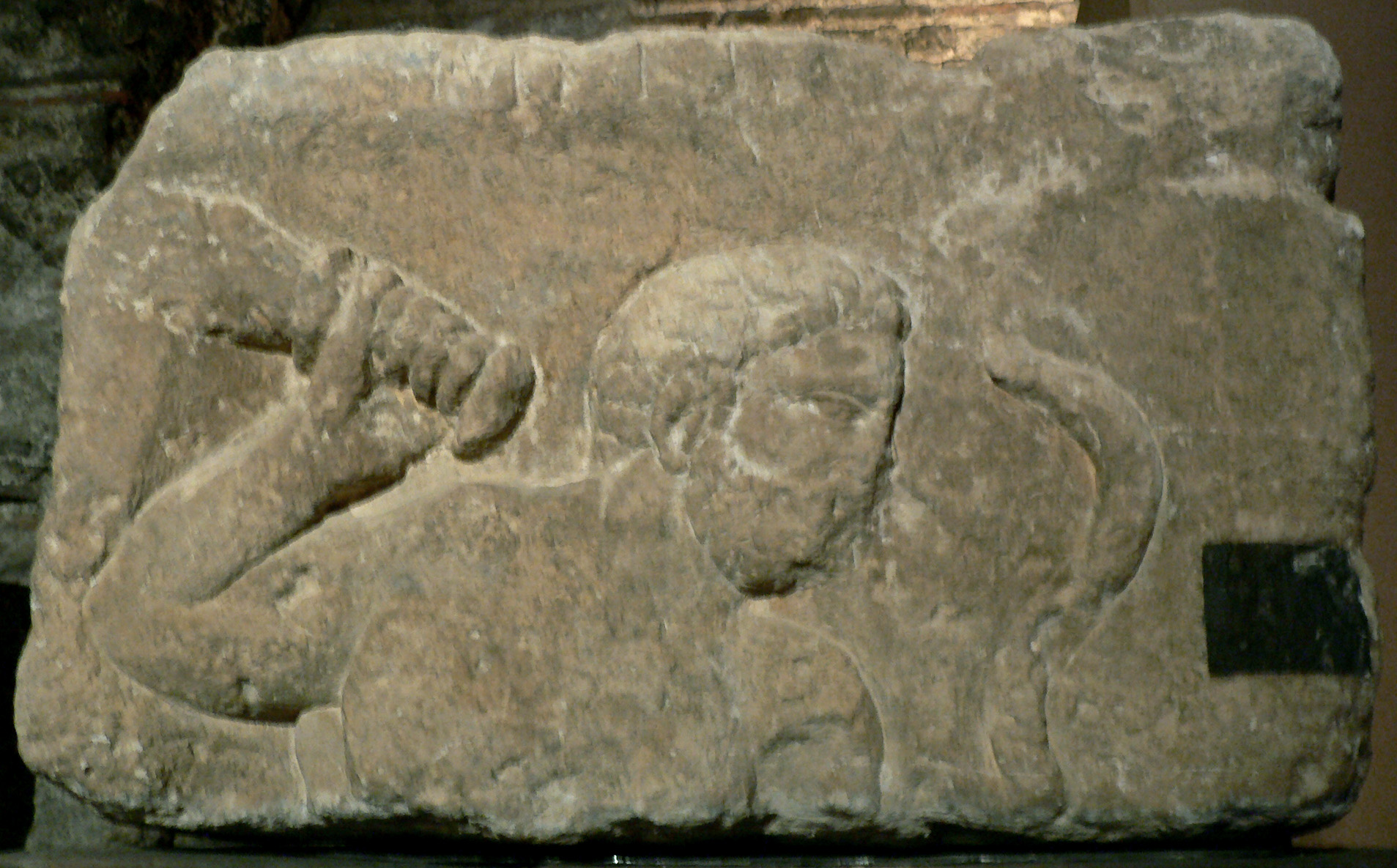
Smertrios sur le Pilier des Nautes
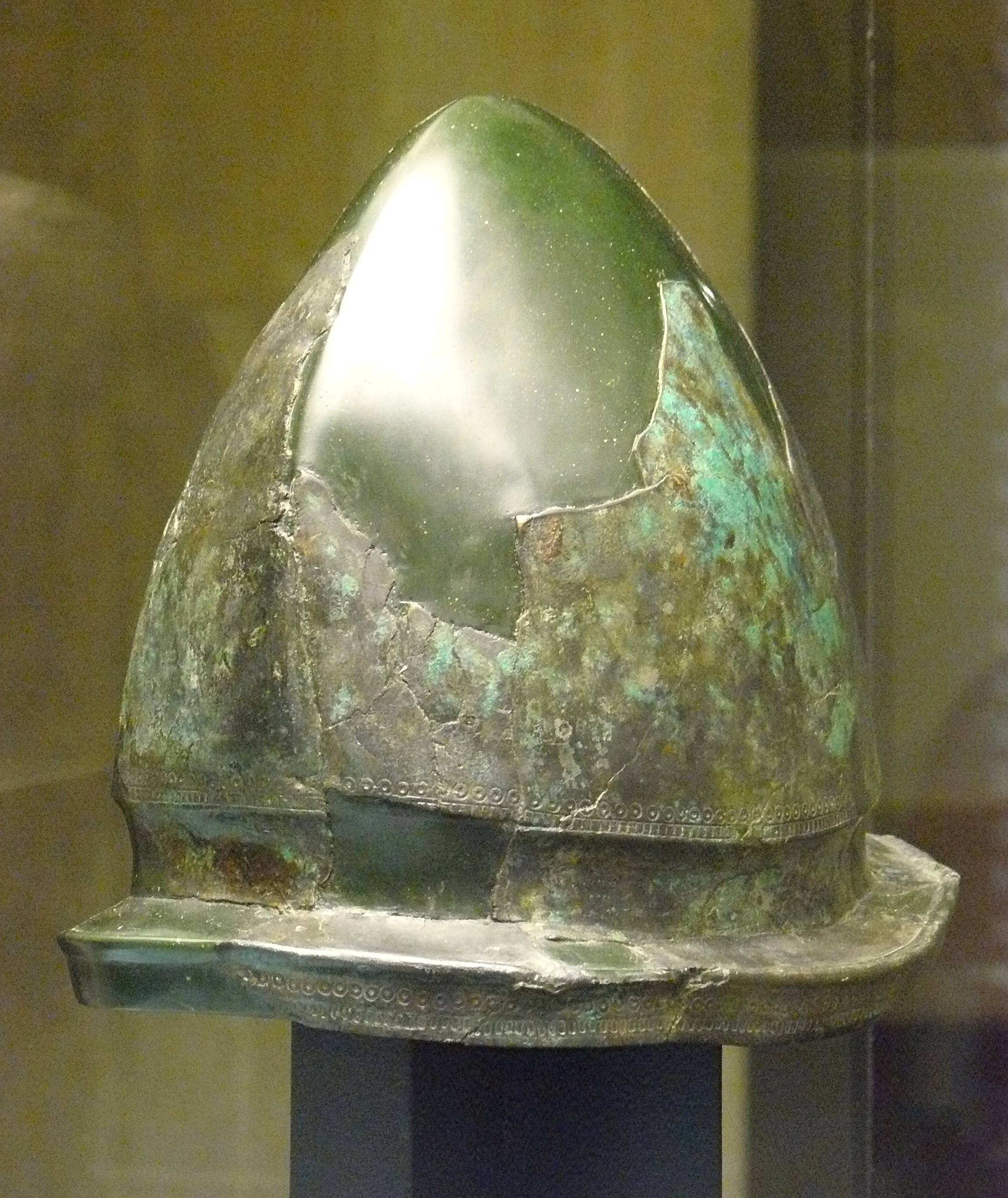
Casque de Negau
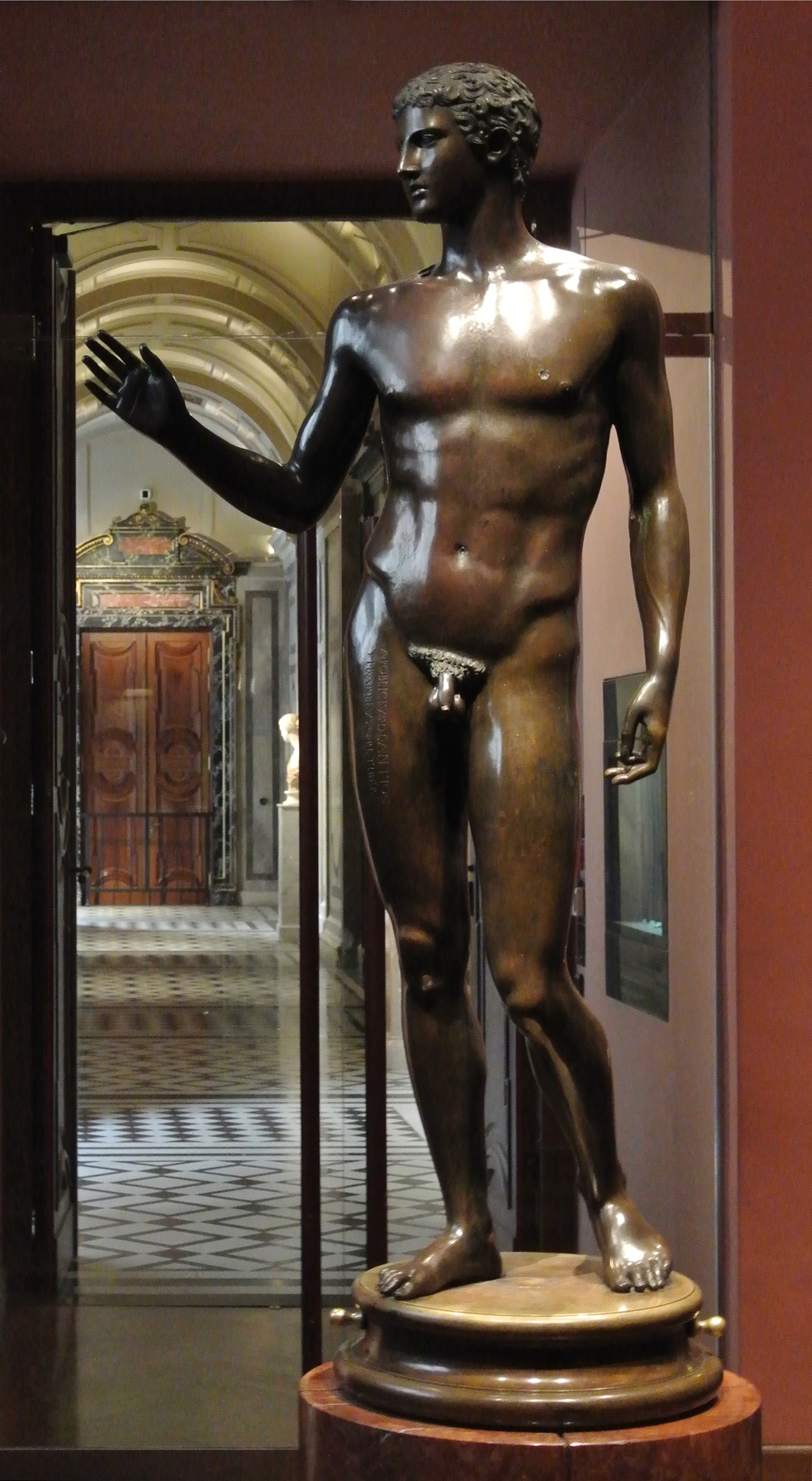
Jeune homme du Magdalensberg

## Protohistoire celtique
Dans la partie méridionale, la population semble avoir été constituée essentiellement du peuple celte des Taurisques (Taurisci), parfois dénommés Noriques (Norici) par les Romains d'après leur première capitale Noreia (Neumarkt actuelle). Quant à la partie centrale et septentrionale de la Norique, l'identification des tribus est moins évidente, il est possible qu'il y ait eu des incursions germaniques (parmi lesquelles les Varisques ou Narisci ou Varasques) par le Danube au temps de l'Empire romain ou même auparavant. 
Les habitants, réputés braves et belliqueux, s'occupaient plus d'élevage que d'agriculture. Le Norique était un avant-poste de leurs attaques sur l'Italie. 
C'est à propos du Noricum que sont évoqués pour la première fois les envahisseurs celtiques. 
Des recherches archéologiques, particulièrement dans les cimetières de Hallstatt, à moins de 70 km de Noreia, ont montré qu'il y avait là une civilisation protohistorique florissante : les cimetières contenaient des armes et des ornements datant depuis l'âge du bronze jusqu'à l'âge du fer. 
Des oppidums existaient à Burg (Schwarzenbach), Hainburg, Leopoldsberg (Vienne), Idunum (Villach), Kulm (Styrie orientale).
Le pays est montagneux et la terre est pauvre, mais le sous-sol était riche en fer et pourvoyait en matières premières les manufactures d'armes de Pannonie, de Mésie et du nord de l'Italie. Le fameux acier norique fut largement utilisé pour l'armement des Romains,. Il est probable que les Romains, en asséchant les marais et en défrichant, accrurent la fertilité du sol. Il y avait également d'importantes mines d'or et de sel ; la plante appelée saliunca (proche de la valériane officinale) poussait en abondance et était utilisée comme parfum. 
En 113 (AEC), durant la Guerre des Cimbres (115-101), Rome fut vaincue par une coalition de « barbares » germano-celtes.

## Conquête romaine
Pendant longtemps les habitants du Norique jouissent de l'indépendance et d'une large autonomie dans leur commerce avec les Romains. En 48 av. J.-C., ils prennent le parti de Jules César dans la guerre contre Pompée.
En 16 av. J.-C., s'étant joints aux habitants de la Pannonie dans l'invasion de l'Istrie, ils sont défaits par Publius Silius Nerva, proconsul d'Illyrie. Le Norique est alors annexé, mais sans avoir l'organisation d'une province romaine et en restant un royaume autonome (regnum Noricum), contrôlé par un procurateur impérial.
Aux alentours de 40, le royaume est entièrement intégré dans l'Empire romain par Claude, comme province impériale avec pour capitale Virunum, près de Klagenfurt. Sous Claude, commence la construction de la voie romaine traversant le col du Brenner, passage entre le Norique et l'Italie. Sous le règne de Marc Aurèle, la légion II Italica Pia est stationnée en Norique et le commandant de cette légion devient le gouverneur de la province. 
Sous Dioclétien, la province romaine de Norique est divisée en Norique ripense (le long du Danube) et Norique méridional (la partie sud, plus montagneuse).
Les colonies romaines et villes principales sont Virunum (près de Maria Saal, au nord de Klagenfurt), Teurnia (à Lendorf près de Spittal an der Drau), Flavia Solva (près de Leibnitz), Celeia (Celje), Juvavum (Salzbourg), Ovilava (Wels), Lauriacum (Lorch près de Enns).
Une garnison est stationnée à Favianis (Mautern), peut-être pour tenir un pont franchissant le Danube à cet endroit.